# Kentin Mahé
Kentin Mahé (París, 22 de mayo de 1991) un jugador de balonmano francés que juega de central en el VfL Gummersbach y en la selección de balonmano de Francia.
Con la selección ha ganado la medalla de oro en el Campeonato Mundial de Balonmano Masculino de 2015, la medalla de oro en los Juegos Olímpicos de Tokio 2020, la medalla de plata en los Juegos Olímpicos de Río de Janeiro 2016, la medalla de oro en el Campeonato Mundial de Balonmano Masculino de 2017, la medalla de bronce en el Campeonato Europeo de Balonmano Masculino de 2018. y la medalla de bronce en el Campeonato Mundial de Balonmano Masculino de 2019.

## Palmarés

### Selección nacional
| Juegos Olímpicos   | Juegos Olímpicos     | Juegos Olímpicos  | Juegos Olímpicos |
| Año                | Lugar                | Medalla           |                  |
| ------------------ | -------------------- | ----------------- | ---------------- |
| 2016               | Río de Janeiro       | Medalla de plata  |                  |
| 2020               | Tokio                | Medalla de oro    |                  |
| Campeonato Mundial |                      |                   |                  |
| Año                | Lugar                | Medalla           |                  |
| 2015               | Catar                | Medalla de oro    |                  |
| 2017               | Francia              | Medalla de oro    |                  |
| 2019               | Dinamarca y Alemania | Medalla de bronce |                  |
| 2023               | Polonia y Suecia     | Medalla de plata  |                  |
| Campeonato Europeo |                      |                   |                  |
| Año                | Lugar                | Medalla           |                  |
| 2018               | Croacia              | Medalla de bronce |                  |
| 2024               | Alemania             | Medalla de oro    |                  |

### Flensburg
- Liga de Alemania de balonmano (1): 2018

### Veszprém
- Liga húngara de balonmano (3): 2019, 2023, 2024
- Liga SEHA (3): 2020, 2021, 2022
- Copa de Hungría de balonmano (4): 2021, 2022, 2023, 2024

## Clubes
- DHC Rheinland (2008-2011)
- VfL Gummersbach (2011-2013)
- HSV Hamburg (2013-2015)
- SG Flensburg-Handewitt (2015-2018)
- MKB Veszprém (2018-2024)
- VfL Gummersbach (2024- )[8]